# Thomas Condon
 (2 mai 2019).
Le contenu est difficilement compréhensible vu les erreurs de traduction, qui sont peut-être dues à l'utilisation d'un logiciel de traduction automatique.
 (mai 2019).
Pour les articles homonymes, voir Condon.
Thomas Condon (16 mai 1883 - 12 septembre 1963) était un politicien indépendant irlandais.

## Biographie

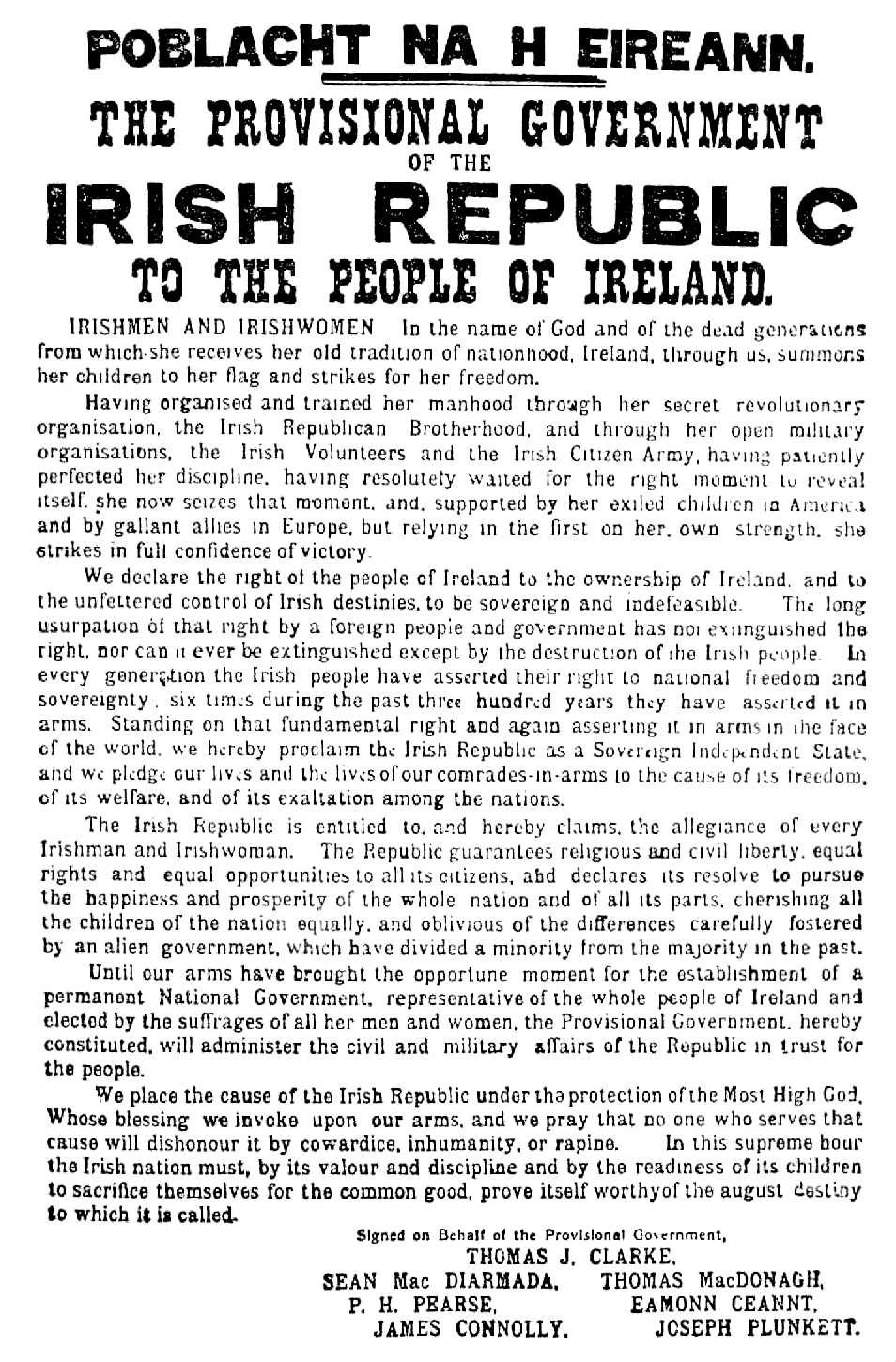
La proclamation d'indépendance Irlandais, qui fut publié avant l'insurrection de pâques.

Thomas Condon est né à Athy, comté de Kildare le 16 mai 1883, fils de Thomas Condon, officier de la Gendarmerie royale Irlandaise, et de Helena Cunningham. Il a été élevé à Cappoquin, dans le comté de Waterford, en Irlande. En raison de sa réussite scolaire, il obtint, à l'âge de quatorze ans, un emploi dans la fonction publique britannique à Londres. Thomas Condon, était un homme cultivé, parlant couramment l'anglais, l'irlandais, le français et le latin, et passionné par l'histoire et la culture de l'Irlande.
De retour à Dublin, il devint fonctionnaire dans l'administration britannique en Irlande. En 1912, il épousa Margaret McGuire, une enseignante du comté de Leitrim, avec qui il eut huit enfants, dont Colm Condon, qui devint avocat et procureur général d'Irlande. Thomas et Margaret ont ensuite déménagé à Ashbourne, dans le comté de Meath, où ils ont élevé leurs enfants. Par ailleurs Thomas était l'oncle du pilote ace, le Lieutenant de vol du RAAF, Thomas Condon, AFC, fils de son frère William Condon qui était cavalier lors de la guerre des Boers.

## Emploi dans la fonction publique
Thomas Condon est rentré dans la fonction publique en tant que garçon copiste temporaire à l'âge de quatorze ans (âge minimum). Il a reçu sa commission en 1900.
En 1903 Thomas devient analyste au rang d'assistant administrative au sein His Majesty's Customs ( Douanes de Sa Majesté).
Vers 1906 Thomas est mentionné comme étant membre et espion du Irish republican brotherhood, par un fonctionnaire dans son département.
En 1915, il reçoit une promotion au poste de fonctionnaire de seconde division au sein du Département d'agriculture et instruction technique pour l'Irlande.

## Insurrection de Pâques 1916
Condon était un membre des Irish Volunteers, qui a pris part à l'attaque de la caserne de la Gendarmerie royale irlandaise à Ashbourne, dirigée par Thomas Ashe, lors de l'insurrection de Pâques de 1916. Il a ensuite été envoyé à la prison de Wandsworth le 8 mai 1916 avec Micheal Collins et d'autres membres importants de l'IRA. Cependant sa plus grande contribution à l’effort de la rébellion fut d’utiliser sa position de fonctionnaire britannique pour espionner l’administration britannique avant la rébellion. 
Thomas Condon a aussi participé à la guerre d'indépendance après avoir été libéré de la prison de Wandsworth. Il fut de nouveau arrêté le 14 avril 1921 lors de l'enterrement William Walsh, l'archevêque de Dublin, pour usurpation d'identité, d'un agent de Police, agissant sous les ordres de l'IRA, et suspecté d'avoir des liens avec une operation de livraison d'armes et d'uniformes destinées à l'IRA, qui fut intercepté dans une opération de la Gendarmerie royale Irlandaise, le jour même de son arrestation.

## Politique locale
Thomas Condon fut conseiller du comté de Meath pour Ashbourne et Cathaoirligh (président) du conseil du comté de Meath de 1934 à 1936. Thomas Condon fut également réélu dix-huit fois président du conseil des conseils de comté de 1936 à 1954.

## Membre de la Commission de tourisme irlandais
Thomas Condon a été nommé président de la commission de tourisme irlandais lors de sa création en 1939, puis président du comité exécutif et financier de la commission du tourisme.

## Membre du Conseil nationale de la santé
Thomas Condon a été nommé membre du Conseil nationale de la santé par le ministre de la santé Noël Browne en 1948.

## Seanad Éireann
Il a été membre du Seanad Éireann en 1938 et à nouveau en 1944. Il a été élu pour la première fois au 2e Seanad en avril 1938 par le comité administratif. Il a perdu son siège aux élections du Seanad en août 1938. Il a été réélu par le groupe industriel et commercial lors de l'élection du Seanad en 1944. Il fut disqualifié du Sénat le 25 octobre 1944 en raison de son appartenance à la Commission du tourisme irlandais. Il a été remplacé par Frederick Summerfield.

## Honneurs posthumes
Le Cumann du parti Fianna Fáil de Ashbourne, fut nommée le Cumman Thomas Condon, en honneur de Thomas Condon pour sa contribution à la politique locale et au parti Fianna Fáil.